# I Bet You Look Good on the Dancefloor
"I Bet You Look Good on the Dancefloor" é o primeiro single dos Arctic Monkeys, após terem assinado contrato com a Domino Records. Foi direto para o primeiro lugar nas vendas de singles do Reino Unido, com 38.962 cópias. Foi lançado no dia 17 de outubro de 2005. A banda interpretou a música ao vivo na Cerimônia de abertura dos Jogos Olímpicos de Verão de 2012 em Londres.

## Vídeo musical
O vídeo é uma gravação ao vivo de uma performance da banda em um estúdio com uma pequena plateia. O vídeo foi gravado com câmeras de televisão da década de 70 para dar um efeito de desgaste pelo tempo. Huse Monfaradi dirigiu o clipe.

## Faixas
Todas as letras escritas por Alex Turner, todas as músicas compostas por Arctic Monkeys.
| CD, 10" |                                         |         |  |
| N.º     | Título                                  | Duração |  |
| 1.      | "I Bet You Look Good on the Dancefloor" | 2:54    |  |
| 2.      | "Bigger Boys and Stolen Sweethearts"    | 2:58    |  |
| 3.      | "Chun Li's Spinning Bird Kick"          | 4:40    |  |

| 7"  |                                         |         |  |
| N.º | Título                                  | Duração |  |
| 1.  | "I Bet You Look Good on the Dancefloor" | 2:54    |  |
| 2.  | "Bigger Boys and Stolen Sweethearts"    | 2:58    |  |

1. ↑  «Arctic Monkeys - I Bet You Look Good On The Dancefloor». Olympics.com. Consultado em 30 de julho de 2021